# United States Forest Service
United States Forest Service (förkortning: USFS) är en amerikansk federal myndighet som ingår i USA:s jordbruksdepartement och som förvaltar federalt ägda nationalskogar (engelska: national forests) och nationella grässlätter (engelska: national grasslands).

## Bakgrund
United States Forest Service bildades 1905 genom lag som öveförde ansvaret för nationalskogarna från USA:s inrikesdepartement till USA:s jordbruksdepartment. Myndigheten förvaltar 154 federala nationalskogar samt 20 nationella grässlätter som tillsammans omfattar en areal på 780 000 km2 (193 miljoner acres) i 43 delstater, Amerikanska Jungfruöarna och Puerto Rico.
Myndigheten förvaltar cirka 25 % av allt federalt markinnehav och är den enda federala myndigheten med naturbevarande missiv som inte ingår i USA:s inrikesdepartement (likt Bureau of Land Management, National Park Service och United States Fish and Wildlife Service).

## Bildgalleri

Flagga för U.S. Forest Service.
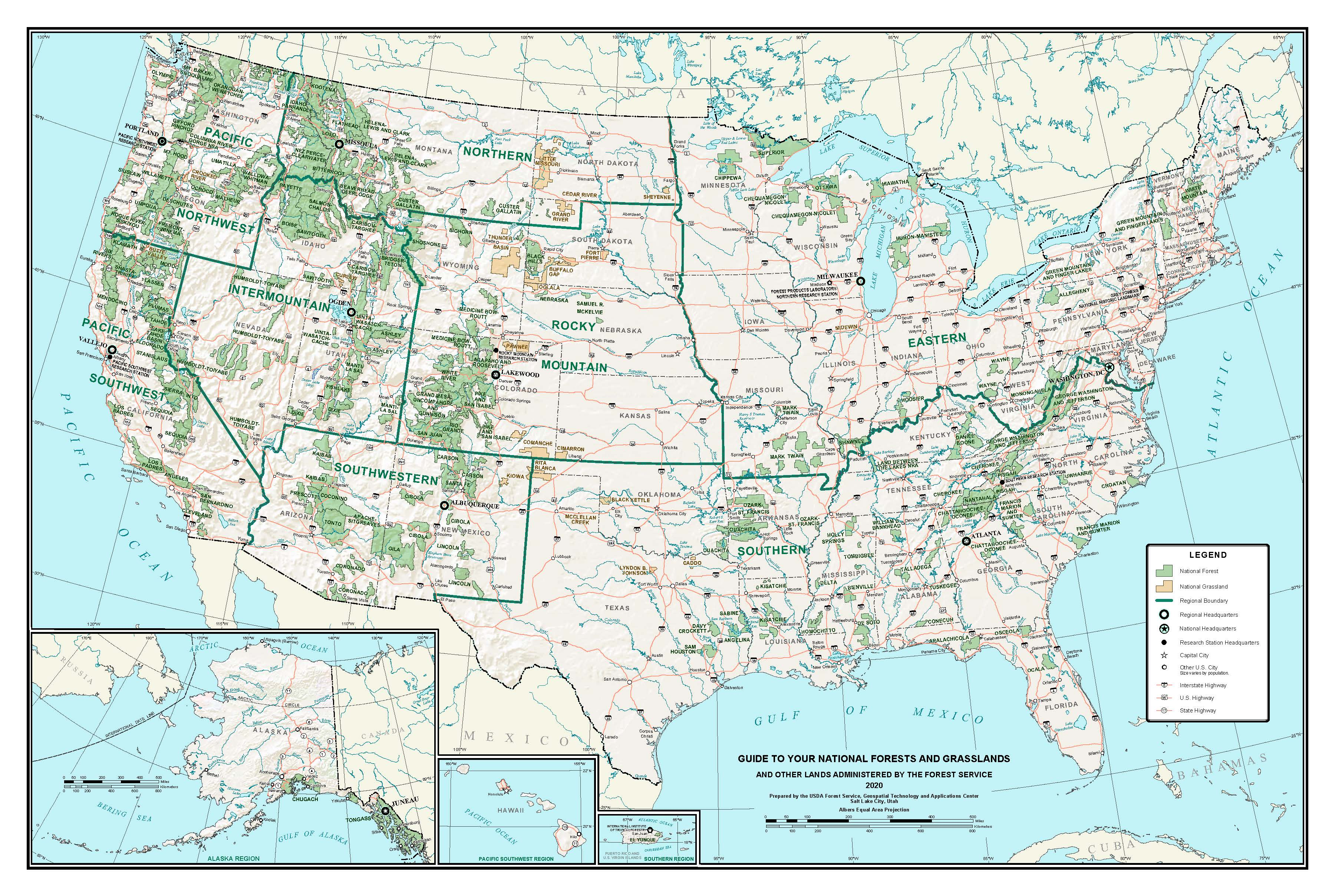
Karta över skogar och grässlätter som förvaltas av USFS.